# René Doumic
Pour les articles homonymes, voir Doumic.
René Doumic, né le 6 mars 1860  à Paris 2e et mort le 2 décembre 1937 à Paris 7e, est un homme de lettres, journaliste et critique littéraire français, secrétaire perpétuel de l'Académie française.

## Biographie
René Doumic est le fils de Clair-Camille Doumic (1829-1881), négociant, et de son épouse née Claire-Caroline Levasseur (1830-1897), professeur de musique. Il fait ses études au lycée Condorcet, puis entre en 1879 à l'École normale supérieure, où il est le condisciple de Bergson et Jaurès. Il devient professeur de rhétorique au collège Stanislas de Paris de 1883 à 1897. C'est un catholique convaincu. Il collabore à la Revue des deux Mondes, qu'il dirige de 1915 à 1937, ainsi qu'à de nombreux journaux, dont Le Moniteur, le Journal des débats et la Revue bleue. Rejoignant en politique la droite patriote, il manifeste en littérature des goûts dictés par un conformisme très moraliste : ainsi condamne-t-il les œuvres de Baudelaire, Verlaine ou Zola. En 1909, il est élu membre de l'Académie française, dont il devient le secrétaire perpétuel en 1923.
Devenu en 1909 veuf de Louise Veber, sœur du peintre Jean Veber et du vaudevilliste Pierre Veber, il épouse le 5 septembre 1913 la veuve du romancier Maurice Maindron, Hélène de Heredia (1871-1953), fille du poète parnassien José-Maria de Heredia, mort sept ans plus tôt, et belle-sœur de Henri de Régnier et de Pierre Louÿs.
Il a été promu au rang de commandeur de la Légion d'honneur.
Il meurt le 2 décembre 1937 et est enterré au cimetière du Père-Lachaise (96e division).
Il est le frère de Max Doumic et le grand-père de Philippe R. Doumic.

## Principaux ouvrages
- Éléments d'histoire littéraire, 1888.
- Portraits d'écrivains : Alexandre Dumas fils, Émile Augier, Victorien Sardou, Octave Feuillet, Edmond et Jules de Goncourt, Émile Zola, Alphonse Daudet, 1892.
- De Scribe à Ibsen, 1893.
- Écrivains d'aujourd'hui : Paul Bourget, Guy de Maupassant, Pierre Loti, Jules Lemaître, Ferdinand Brunetière, Émile Faguet, Ernest Lavisse, 1894.
- Études sur la littérature française, 5 vols., 1896-1905.
- Les Jeunes, études et portraits, 1896.
- Essais sur le théâtre contemporain, 1897.
- Hommes et Idées du XIXe siècle, 1903.
- George Sand, dix conférences sur sa vie et son œuvre, 1909.
- Lamartine, 1912.
- Saint-Simon, la France de Louis XIV, 1919.

## Distinctions
- 1894 : prix Montyon de l’Académie française pour De Scribe à Ibsen.
- 1901 : prix Alfred-Née de l’Académie française.